# فرناندوی یکم، پادشاه آراگون
فرناندوی یکم، پادشاه آراگون (انگلیسی: Ferdinand I of Aragon) (زادهٔ ۲۷ نوامبر ۱۳۸۰ – درگذشتهٔ ۲ اکتبر ۱۴۱۶)،  فرزند خوآن یکم، پادشاه کاستیا بود که به علت نسب مادری‌اش به پادشاهی تاج آراگون رسید. وی در ۱۴۱۴ میلادی در ساراگوسا تاج گذاری کرد.